# Lijst van militaire rangen van de Schutzstaffel
De militaire rangen van de Schutzstaffel werd vanaf 1934 gebruikt door de paramilitaire groepering die de SS was binnen nazi-Duitsland. Ze waren bedoeld om de SS te onderscheiden van het Duitse leger (eerst de Reichswehr, later de Wehrmacht). Aanvankelijk waren de militaire rangen van de SS gelijkaardig aan de rangen van de Sturmabteilung (SA), maar uiteindelijk kregen ze hun eigen titels en insignes. Het woord Führer werd gebruikt in de meeste SS-rangen en was in overeenstemming met het Führerprinzip (leidersprincipe).

## SS-rangen
De laagste rang is eerst weergegeven.
- SS-Mann, SS-Schütze – soldaat
- SS-Oberschütze – soldaat tweede klasse
- SS-Sturmmann – soldaat eerste klasse
- SS-Rottenführer – korporaal
- SS-Unterscharführer – sergeant
- SS-Scharführer – sergeant der 1e klasse
- SS-Oberscharführer – staf-sergeant
- SS-Hauptscharführer – sergeant-majoor
- SS-Sturmscharführer – adjudant
- SS-Untersturmführer – tweede luitenant
- SS-Obersturmführer – eerste luitenant
- SS-Hauptsturmführer – kapitein
- SS-Sturmbannführer – majoor
- SS-Obersturmbannführer – luitenant-kolonel
- SS-Standartenführer – kolonel
- SS-Oberführer – brigadegeneraal
- SS-Brigadeführer – generaal-majoor
- SS-Gruppenführer – luitenant-generaal
- SS-Obergruppenführer – generaal
- SS-Oberst-Gruppenführer – kolonel-generaal
- Reichsführer-SS – maarschalk

## SS-rangonderscheidingstekens

### 1934-1945

#### Hogere officieren
| Afkorting Schutzstaffel | SS-officiersrang        | Equivalent Waffen-SS          | Equivalent Wehrmacht      | Kraagspiegel 1934-1942                        | Kraagspiegel 1942-1945                        | Epaulet |
|                         | SS-officiersrang        |                               |                           | Kraagspiegel 1934-1942                        | Kraagspiegel 1942-1945                        | Epaulet |
| RFSS                    | Reichsführer-SS         | Niet bestaand                 | Generalfeldmarschall      |                                               | Reichsführer-SS embleem                       |         |
|                         |                         |                               |                           |                                               |                                               |         |
|                         | SS-Oberst-Gruppenführer | Generaloberst                 | Generaloberst             | Niet bestaand                                 | SS-oberstgruppenfuhrer embleem                |         |
|                         |                         |                               |                           |                                               |                                               |         |
| OGruf.                  | SS-Obergruppenführer    | General der Waffen-SS         | General der Waffengattung | Militaire rang SS-Obergruppenführer 1934-1942 | Militaire rang SS-Obergruppenführer 1933-1945 |         |
|                         |                         |                               |                           |                                               |                                               |         |
| Gruf.                   | SS-Gruppenführer        | Generalleutnant der Waffen-SS | Generalleutnant           | Militaire rang SS-Obergruppenführer 1934-1942 | Militaire rang SS-Gruppenführer 1925-1945     |         |
|                         |                         |                               |                           |                                               |                                               |         |
| Brif.                   | SS-Brigadeführer        | Generalmajor der Waffen-SS    | Generalmajor              | Militaire rang SS-Obergruppenführer 1934-1942 | SS-Brigadefuhrer in de Waffen-SS 1933-1945    |         |
|                         |                         |                               |                           |                                               |                                               |         |
| Oberf.                  | SS-Oberführer           | SS-Oberführer                 | Niet bestaand             |                                               | Het insigne van een SS-Oberführer             |         |

#### Officieren
| Afkorting Schutzstaffel | SS-officiersrang       | Equivalent Waffen-SS | Equivalent Wehrmacht | Kraagspiegel 1934–1945 | Epaulet |
|                         | SS-officiersrang       |                      |                      | Kraagspiegel 1934–1945 | Epaulet |
| Staf.                   | SS-Standartenführer    |                      | Oberst               |                        |         |
|                         |                        |                      |                      |                        |         |
| O'Stubaf.               | SS-Obersturmbannführer |                      | Oberstleutnant       |                        |         |
|                         |                        |                      |                      |                        |         |
| Stubaf.                 | SS-Sturmbannführer     |                      | Major                |                        |         |
|                         |                        |                      |                      |                        |         |
| Hpt'Stuf.               | SS-Hauptsturmführer    |                      | Hauptmann            |                        |         |
|                         |                        |                      |                      |                        |         |
| O'Stuf.                 | SS-Obersturmführer     |                      | Oberleutnant         |                        |         |
|                         |                        |                      |                      |                        |         |
| U'Stuf.                 | SS-Untersturmführer    |                      | Leutnant             |                        |         |

#### Onderofficieren
| Afkorting Schutzstaffel | SS-onderofficiersrang | Equivalent Waffen-SS                        | Equivalent Wehrmacht                                                 | Kraagspiegel 1934–1945 | Epaulet |
| ----------------------- | --------------------- | ------------------------------------------- | -------------------------------------------------------------------- | ---------------------- | ------- |
|                         |                       |                                             |                                                                      |                        |         |
| Stuscha                 | SS-Sturmscharführer   | N/B                                         | Stabsfeldwebel                                                       |                        |         |
|                         |                       |                                             |                                                                      |                        |         |
| Hscha.                  | SS-Hauptscharführer   | SS-Standartenoberjunker FA (Führeranwärter) | - Oberfeldwebel - Fahnenjunker-Oberfeldwebel OA (Offizieranwärter)   |                        |         |
| Hscha.                  | SS-Hauptscharführer   | SS-Standartenoberjunker FA (Führeranwärter) | - Oberfeldwebel - Fahnenjunker-Oberfeldwebel OA (Offizieranwärter)   |                        |         |
|                         |                       |                                             |                                                                      |                        |         |
| Oscha.                  | SS-Oberscharführer    | SS-Standartenjunker FA (Führeranwärter)     | - Feldwebel - Fahnenjunker-Feldwebel OA (Offizieranwärter)           |                        |         |
| Oscha.                  | SS-Oberscharführer    | SS-Standartenjunker FA (Führeranwärter)     | - Feldwebel - Fahnenjunker-Feldwebel OA (Offizieranwärter)           |                        |         |
|                         |                       |                                             |                                                                      |                        |         |
| Scha.                   | SS-Scharführer        | SS-Oberjunker FA (Führeranwärter)           | - Unterfeldwebel - Fahnenjunker-Unterfeldwebel OA (Offizieranwärter) |                        |         |
| Scha.                   | SS-Scharführer        | SS-Oberjunker FA (Führeranwärter)           | - Unterfeldwebel - Fahnenjunker-Unterfeldwebel OA (Offizieranwärter) |                        |         |
|                         |                       |                                             |                                                                      |                        |         |
| Uscha.                  | SS-Unterscharführer   | SS-Junker FA (Führeranwärter)               | - Unteroffizier - Fahnenjunker-Unteroffizier OA (Offizieranwärter)   |                        |         |
| Uscha.                  | SS-Unterscharführer   | SS-Junker FA (Führeranwärter)               | - Unteroffizier - Fahnenjunker-Unteroffizier OA (Offizieranwärter)   |                        |         |

#### Soldaten
| SS-soldatenrang                           | Equivalent Waffen-SS | Equivalent Wehrmacht | Kraagspiegel 1934–1945 | Mouwkenteken 1938–1945 | Epaulet      |
| SS-soldatenrang                           |                      |                      |                        |                        | Epaulet      |
| SS-Rottenführer                           |                      | Obergefreiter        |                        |                        |              |
|                                           |                      |                      |                        |                        |              |
| SS-Sturmmann                              |                      | Gefreiter            |                        |                        |              |
|                                           |                      |                      |                        |                        |              |
| SS-Oberschütze (SS-Obermann)              |                      | Oberschütze          |                        |                        |              |
|                                           |                      |                      |                        |                        |              |
| SS-Schütze (SS-Mann)                      |                      | Schütze              |                        | Geen insigne           |              |
|                                           |                      |                      |                        |                        |              |
| - Staffel-Vollanwärter - Staffel-Anwärter |                      | Freiwilligenbewerber |                        | Geen insigne           | Geen insigne |
|                                           |                      |                      |                        |                        |              |
| - Staffel-Jungmann - Staffel-Bewerber     |                      | Geen equivalent      | Geen insigne           | Geen insigne           | Geen insigne |

De SS-Bewerber (SS-kandidaat) en SS-Anwärter (SS-aspirant) werden beide vóór 1941 uit de rangen van de Waffen-SS verwijderd.

### 1932–1934[2]
| SS-rang                | Kraagspiegel 1932–1934 | Epaulet 1932–1934 |
| SS-rang                |                        |                   |
| SS-Obergruppenführer   |                        |                   |
|                        |                        |                   |
| SS-Gruppenführer       |                        |                   |
|                        |                        |                   |
| SS-Brigadeführer       |                        |                   |
|                        |                        |                   |
| SS-Oberführer          |                        |                   |
|                        |                        |                   |
| SS-Standartenführer    |                        |                   |
|                        |                        |                   |
| SS-Obersturmbannführer |                        |                   |
|                        |                        |                   |
| SS-Sturmbannführer     |                        |                   |
|                        |                        |                   |
| SS-Sturmhauptführer    |                        |                   |
|                        |                        |                   |
| SS-Obersturmführer     |                        |                   |
|                        |                        |                   |
| SS-Sturmführer         |                        |                   |
|                        |                        |                   |
| SS-Haupttruppführer    |                        |                   |
|                        |                        |                   |
| SS-Obertruppführer     |                        |                   |
|                        |                        |                   |
| SS-Truppführer         |                        |                   |
|                        |                        |                   |
| SS-Oberscharführer     |                        |                   |
|                        |                        |                   |
| SS-Scharführer         |                        |                   |
|                        |                        |                   |
| SS-Rottenführer        |                        |                   |
|                        |                        |                   |
| SS-Sturmmann           |                        |                   |
|                        |                        |                   |
| SS-Mann                |                        |                   |
|                        |                        |                   |
| SS-Anwärter            | Geen insigne           | Geen insigne      |

### 1930–1932[2]
| Afkorting Schutzstaffel | Equivalent SS    | Equivalent Wehrmacht | Kraagspiegel |  |
| Afkorting Schutzstaffel | Equivalent SS    | Equivalent Wehrmacht | Kraagspiegel |  |
|                         | Gruppenführer    | Generaal             |              |  |
|                         |                  |                      |              |  |
|                         | Oberführer       | Brigadegeneraal      |              |  |
|                         |                  |                      |              |  |
| SS-Brif                 | Standartenführer | Kolonel              |              |  |
|                         |                  |                      |              |  |
| SS-Staf                 | Sturmbannführer  | Majoor               |              |  |
|                         |                  |                      |              |  |
|                         | Sturmhauptführer | Kapitein             |              |  |
|                         |                  |                      |              |  |
|                         | Sturmführer      | Luitenant            |              |  |
|                         |                  |                      |              |  |
|                         | Haupttruppführer | Sergeant-majoor      |              |  |
|                         |                  |                      |              |  |
|                         | Truppführer      | Sergeant             |              |  |
|                         |                  |                      |              |  |
|                         | Scharführer      | Korporaal            |              |  |
|                         |                  |                      |              |  |
|                         | Mann             | Soldaat              |              |  |